# Marty Wilde
Marty Wilde, ursprungligen Reginald Leonard Smith, född 15 april 1939 i Blackheath, Lewisham, London, är en brittisk sångare. Han är far till Kim Wilde, Ricky Wilde, Roxanne Wilde och Marty Jr.